# Turmhügel Schanzhübl (Amberg)
Der Turmhügel Schanzhübl ist eine abgegangene Turmhügelburg (Motte) auf dem Gelände der ehemaligen Landesgartenschau etwa 1500 Meter südöstlich der Stadtkirche St. Martin von Amberg in Bayern. Das Areal ist vom Bayerischen Landesamt für Denkmalpflege (BLfD) als Bodendenkmal (D-3-6537-0083) unter der Bezeichnung „mittelalterlicher Turmhügel“ ausgewiesen. 
Von der im 14. Jahrhundert aufgegebenen Motte waren im 20. Jahrhundert noch Grabenreste an der Westseite zu erkennen. Heute zeugt noch der pyramidenstumpfförmige Turmhügel auf einer Grundfläche von etwa 30 mal 20 Meter mit einem Plateau von etwa 20 mal 14 Meter von der einstigen Burganlage.